# Raión de Suoyarvi
El raión de Suoyarvi (ruso: Суоя́рвский райо́н; carelio: Suojärven piiri) es un distrito administrativo (raión) de la república rusa de Carelia. Se ubica en el suroeste de la república, siendo fronterizo con Finlandia al oeste. Su capital es Suoyarvi. Desde 2022, su autogobierno local tiene la forma jurídica de ókrug municipal, por lo que todo su territorio se gobierna por un solo ayuntamiento.
En 2019, el raión tenía una población de 15 399 habitantes.
Comprende una zona del entorno lacustre que hay al norte del lago de Ládoga y al oeste del lago Onega, pero no tiene costa en ninguno de esos dos lagos principales. Alberga un total de 27 localidades. Antes de la formación del ókrug municipal en 2022, se dividía en cinco entidades locales: la ciudad de Suoyarvi y los asentamientos rurales de Viéshkielitsa, Lóimola, Naistenyarvi y Porosózero. Estas cinco entidades locales se conservan como mera subdivisión geográfica de desconcentración administrativa y ya no tienen ayuntamiento propio.